# Miniaturmalerei

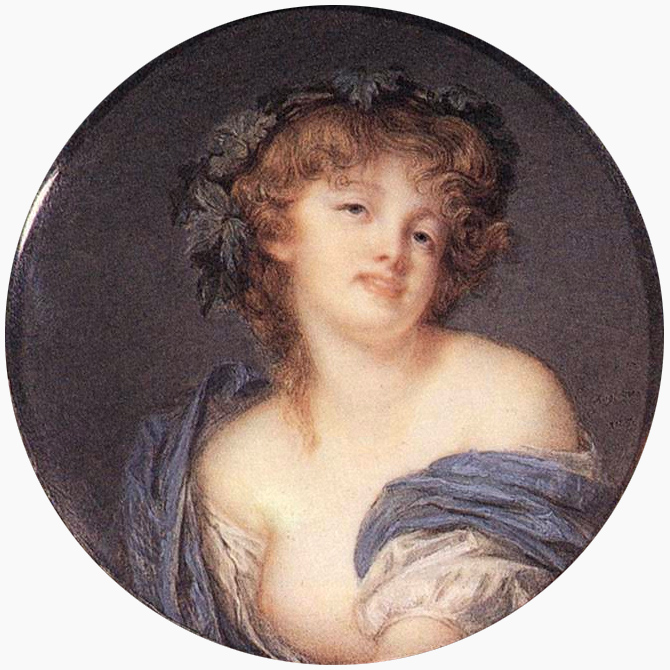
Miniatur von Jacques Augustin auf Elfenbein (8 cm); 1799

Unter Miniaturmalerei wird die Anfertigung kleiner und kleinster Malereien verstanden; diese werden als Miniaturen bezeichnet. Die europäische Miniaturmalerei hat sich – in Abhängigkeit vom Malgrund und Sujet – vor allem in zwei historischen Ausprägungen entwickelt:
- Bilder und Ornamente als Illustrationen mittelalterlicher Handschriften (Buchmalerei), meist Wasserfarben auf Pergament
- Bilder in Form von eigenständigen kleinen Bildnissen, ferner auch von mythologischen, allegorischen, erotischen und anderen Darstellungen. Entsprechende kleinformatige Malereien wurden auch als Schmuck von Medaillons, Döschen, Uhrendeckeln und Ähnlichem angebracht.

## Buchillustrationen
Zur mittelalterlichen Buchmalerei siehe 
Mittelalterliche Buchmalerei: Miniaturen sind hier Feder- bzw. Pinselzeichnungen in Form von Ornamenten (z. B. Verzierungen am Blattrand, Gestaltung der Anfangsbuchstaben) und figürlichen oder symbolische Darstellungen, die kostbare Handschriften verzieren. Die Bezeichnung leitet sich von minium ab, dem lateinischen Wort für den roten Farbstoff Mennige. Der Einsatz von Minium in Handschriften lässt sich bis zu den ägyptischen Totenbüchern zurückverfolgen. Es wurde als deckende Farbe, einer Art Temperamalerei, auf Pergament aufgetragen. Mit der Möglichkeit der Papierherstellung wurden die Malereien mit deckenden (Gouache) oder lasierenden (Aquarell) Wasserfarben gestaltet – auch als Grisaille und teilweise mit dem Einsatz von Blattgold.
Berühmt ist die islamische Miniaturenmalerei, die es eigentlich nur bei profanen Handschriften gab, da beim Koran stets die Kalligraphie im Mittelpunkt stand – manchmal aber auch mit ornamentalem Schmuck. Die ältesten Beispiele arabischer Miniaturenmalerei sind ca. 1000 Jahre alt. Profane Handschriften wurden hier mit szenischen Miniaturen ausgestattet – manchmal von Rand zu Rand. Im 13. Jahrhundert erreichte diese Kunstform ihren Höhepunkt. Bedeutend war hier die Schule von Bagdad, deren künstlerischer Einfluss bis in den Nordirak oder Syrien reichte. Im 14. und 15. Jahrhundert blühte diese Kunstform nochmals unter den Mamlucken in Ägypten und Syrien auf.
Persische Miniaturmalerei findet sich in Handschriften seit dem 13. Jahrhundert und erlebte ihren Höhepunkt im 15. Jahrhundert unter den Timuriden. Zu den Meisterwerken der osmanischen Miniaturmalerei gehört das Surname-i Hümayun, das von Nakkaş Osman 1582 in Zusammenarbeit mit dem Hofgeschichtsschreiber Seyyīd Loḳmān hergestellt wurde.
Indische Miniaturen sind seit dem 11. Jahrhundert überliefert. In der Mogulzeit bildeten die Mogulmalerei und die Rajputenmalerei eigene Gattungen. Thematisch grenzen sich die vom 16. bis zum 18. Jahrhundert blühenden musikinspirierten Miniaturen ab, genannt Ragamala.

## Bildnisminiaturen
In der europäischen Miniaturmalerei der Neuzeit entstanden überwiegend Porträts, die oft auf Elfenbein gemalt und mit einem Rahmen gefasst wurden, gelegentlich auch Teil eines Gerätes oder Behälters sind, zum Beispiel als Taschenuhr- oder Dosendeckel.
Bildnisminiaturen dienten dem privaten Gebrauch, konnten auf Reisen mitgeführt werden und dienten der Pflege persönlicher und intimer Beziehungen, zum Beispiel im Rahmen einer Brautwerbung. Sie waren in der Regel durch Rahmen, Verglasung oder Etuis geschützt, konnten leicht verschickt und auf Reisen mitgenommen werden, besonders kleine Exemplare trug man in einem Medaillon am Halsband.

### Material und Technik
Format. Eine genaue Definition des Formats von Miniaturen in Abgrenzung von Gemälden ist nicht sinnvoll, weil es dabei neben den Dimensionen auch auf Material, Technik und den Feinheitsgrad der Malweise ankommt. Typisch ist jedenfalls ein Hochoval von etwa 6–10 cm. 

Malgrund. In der Frühzeit der Miniaturmalerei im 16. Jahrhundert wurde gern in der Tradition der Buchmalerei auf feinporige Tierhäute (Pergament) gemalt, im Laufe des 18. Jahrhunderts wurden zunehmend dünne Elfenbeinplättchen als idealer Malgrund angesehen. Da deren Dimension begrenzt ist, ging man um 1780 zu schräg aus dem Stoßzahn gesägten Scheibchen über, was dem beliebten Ovalformat entgegenkam. Ein preiswerter Ersatz war im 18. Jahrhundert das strukturlose, feste und glatte Velinpapier.

Farben. Obwohl manche Autoren die Kleinmalerei in Ölfarben nicht zur Miniaturmalerei im engeren Sinne rechnen, ist eine solche Abgrenzung nicht zwingend. Das klassische Malmittel ist jedoch die mit feinstem Pinsel aufgetragene Aquarellfarbe, die durch übereinandergelegte Lasuren feinste Farb- und Helligkeitsstufen ermöglichen. So pflegten es vor allem die englischen Miniaturmaler, während in Frankreich die deckende Gouache häufiger ist. Auch reine Schwarz-Weiss-Zeichnungen, mit Bleiminen (Fachbegriff: Plumbago), Silberstift oder Feder ausgeführt, waren zeitweise in Mode. 

Emailmalerei. Eine besondere Variante ist die Malerei mit Glasflüssen auf Metallplatten. In der Tradition der im französischen Limoges auf hohen Stand gebrachten Maleremails übertrug Jean Toutin um 1632 das Verfahren der Aquarellmalerei auf die Emailtechnik. Die so entstandenen Miniaturen waren widerstandsfähig, dauerhaft und unempfindlich gegen Ausbleichen. Bis ins 18. Jahrhundert waren sie vor allem in Frankreich und England beliebt. Ein Zentrum ihrer Produktion war außerdem Genf in der Schweiz, von wo aus emaillierte Deckel von Uhrenkapseln nach ganz Europa gelangten. Diesem Vertriebsweg entspricht, dass diese Produkte kaum individuelle Porträts, sondern eher Landschaften oder mythologische Motive zeigen. Auch in Augsburg muss die Emailmalerei geübt worden sein. 

Porzellan und Glas. Porträtminiaturen und topographische Ansichten von miniaturhaftem Charakter finden sich in der ersten Hälfte des 19. Jahrhunderts auch auf Porzellantäfelchen gemalt. Berühmt für solche Bildnisse Napoleons ist Marie-Victoire Jaquotot. Hoch spezialisierte Kunsthandwerker brachten transparent auf Bechergläsern und opak auf Porzellantassen kleine Landschaften und Stadtansichten an, die im Ofen haltbar eingebrannt wurden.

Fassungen. Auf organisches Material gemalte Miniaturen waren üblicherweise zum Schutz mit verglasten Metallrähmchen versehen. Auch in Schmuckstücke und Galanteriewaren wurden sie gern integriert.

### Zentren und Entwicklungen
Nicht anders als die Porträtkunst als Ganzes entstand auch die Kunst der Bildnisminiatur erst in der Renaissance. In Italien allerdings erreichte sie nie eine solche Bedeutung, wie diesseits der Alpen. Hier bilden Porträts in sehr kleinem Format seit dem 16. Jahrhundert eine eigene Gattung.

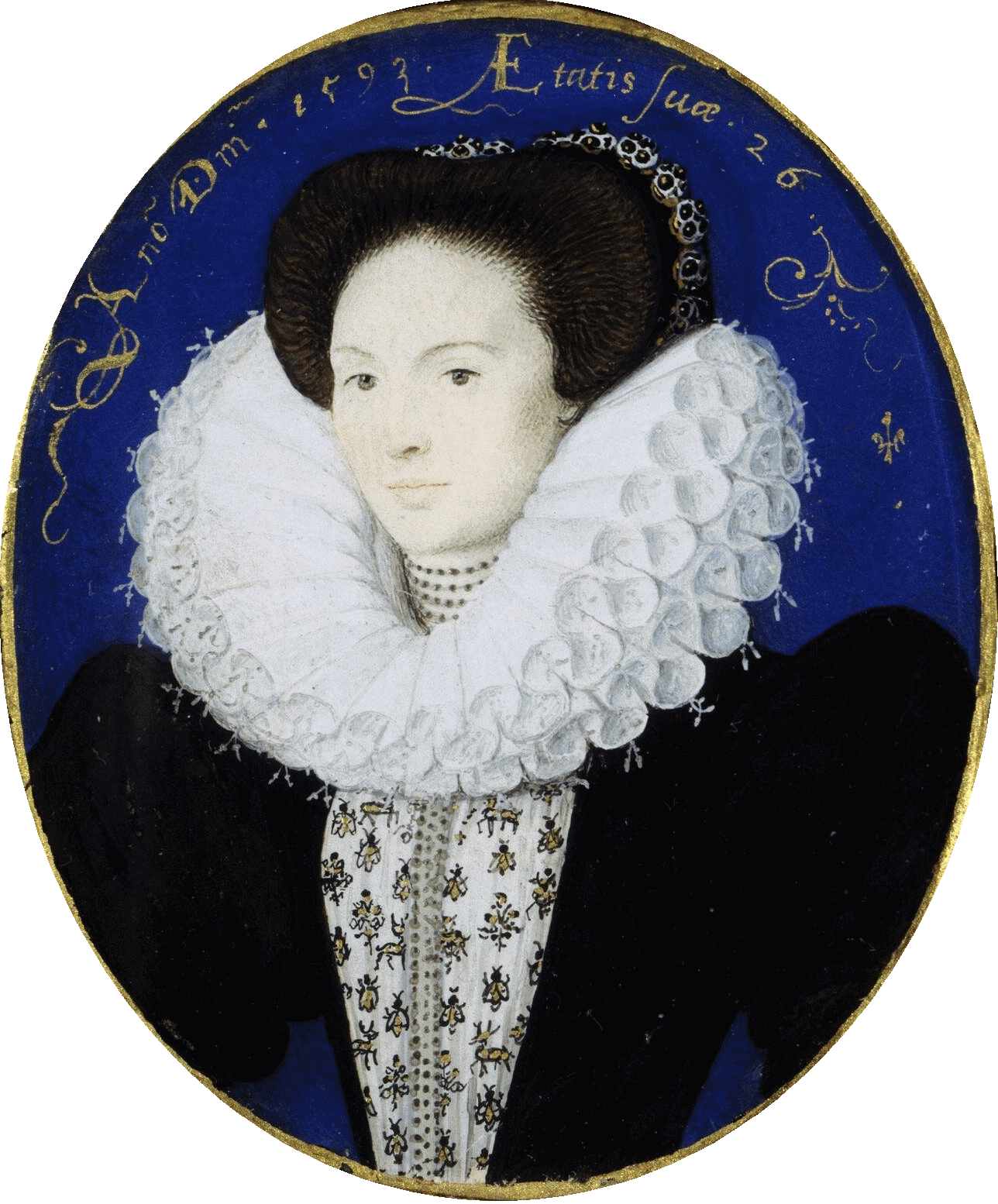
Nicholas Hilliard: Porträt einer Frau, zuvor für Mrs. Holland gehalten (1593). Victoria and Albert Museum, London

Schon früh spielte England eine führende Rolle. Hier ist als einer der ersten  Gerard Horenbout  und sein Sohn Lucas zu nennen, die bezeichnenderweise in Flandern als Buchilliminatoren gearbeitet hatten und in den 1520er Jahren nach London kamen und bald für den Hof arbeiteten. Nach 1532 ließ sich Hans Holbein der Jüngere von Lucas in die Miniaturmalerei einführen und beeinflusste seinerseits eine ganze Generation von Miniaturisten, die für den Adel tätig waren. In die Elisabethanische Epoche gehört Nicholas Hilliard und sein Schüler Isaak Oliver, der gleichwohl auch von der niederländischen Malerei beeinflusst war. Ebenso übersetzte Samuel Cooper die barocke Malweise, vor allem die Eleganz eines Anthonis van Dyck ins kleine Format.
Äußerst produktiv und einflussreich war der aus Dresden nach London ausgewanderte Christian Friedrich Zincke mit seinen auf Email gemalten Porträts. Die von ihm perfektionierte Punktiertechnik, bei der Farbpigmente mit spitzem Pinsel aufgetupft wurden, wandte man in der Folge auch auf das seit dem späteren 18. Jahrhundert bevorzugte Elfenbein als Malgrund an. Fast immer sind die Miniaturen jetzt in schmale, vergoldete Metallrähmchen gefasst. Abnehmer sind weiterhin der Adel und das wohlhabende Großbürgertum. Seit dem späten 18. Jahrhundert wird auch das Kinderbildnis ein beliebtes Sujet, das ganze Serien von Familienmitgliedern ergänzt.
Besonders lebensvolle Bildnisse, deren Stil von zahlreichen Nachfolgern kopiert wurde, schuf Richard Cosway. Schüler des berühmten Joshua Reynolds waren die Miniaturisten Jeremiah Meyer und George Engleheart. Der quantitative Umfang der englischen Miniaturenproduktion überstieg den aller übrigen Länder. Entsprechend groß war die Zahl der in diesem Sektor arbeitenden Spezialisten. Die meisten der unsignierten Stücke können keinem Malernamen zugewiesen werden, auch kursieren auf dem Kunstmarkt, erleichtert durch die starke Typisierung dieses Genres, viele Fälschungen.
in den Niederlanden des 17. Jahrhunderts dominiert die bürgerlich-realistische Bildkunst auch die Feinmalerei. Der holländische Einfluss reicht auch in die Nachbarländer, jedoch hält sich der Umfang der Produktion, verglichen mit der Ölmalerei auf Leinwand, in Grenzen.

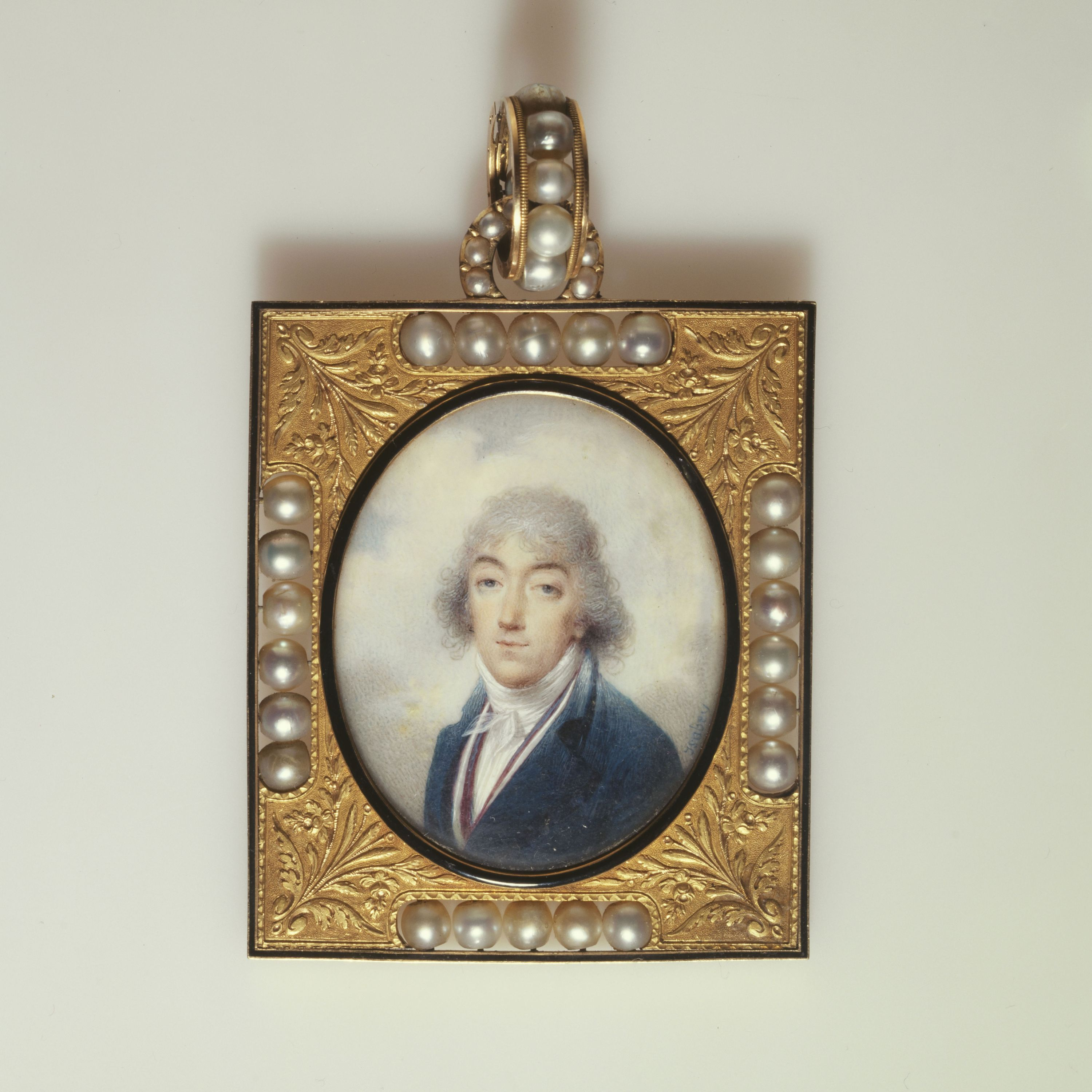
Jean-Baptiste Isabey: Portrait d'homme (um 1802). Musée Cognacq-Jay, Paris

Die große Zeit der Porträtminiatur ist das 18. Jahrhundert. In seinem Verlauf tritt Frankreich gleichbedeutend an die Seite Englands. Bis zur ersten Hälfte des 18. Jahrhunderts spielte die Kleinmalerei nur eine geringe Rolle und beschränkte sich vielfach auf verkleinerte Kopien bekannter Ölgemälde. So setzte der aus Schweden nach Paris eingewanderte Peter Adolf Hall mehrere seiner großformatigen Ölgemälde eigenhändig ins Miniaturformat um. Mit ihm beginnt eine Blütezeit der Miniaturmalerei in Frankreich, die von der Revolution nur kurz unterbrochen wurde, denn in der napoleonischen Zeit erstand sie in klassizistischem Gewand aufs Neue. So wird Jean-Baptiste Isabey zum  Hofmaler und porträtiert, vom Kaiser nach Wien geschickt, 1815 die Fürsten auf dem Wiener Kongress. Er wurde zum besthonorierten Miniaturmaler Europas und noch heute erzielen seine Werke sechsstellige Preise auf dem Kunstmarkt. Perfektion und Ausdruckskraft ist ihnen eigen, „Hässlichkeit gab es für ihn nicht, war sie vorhanden, macht er sie zum Ausdruck der Persönlichkeit“

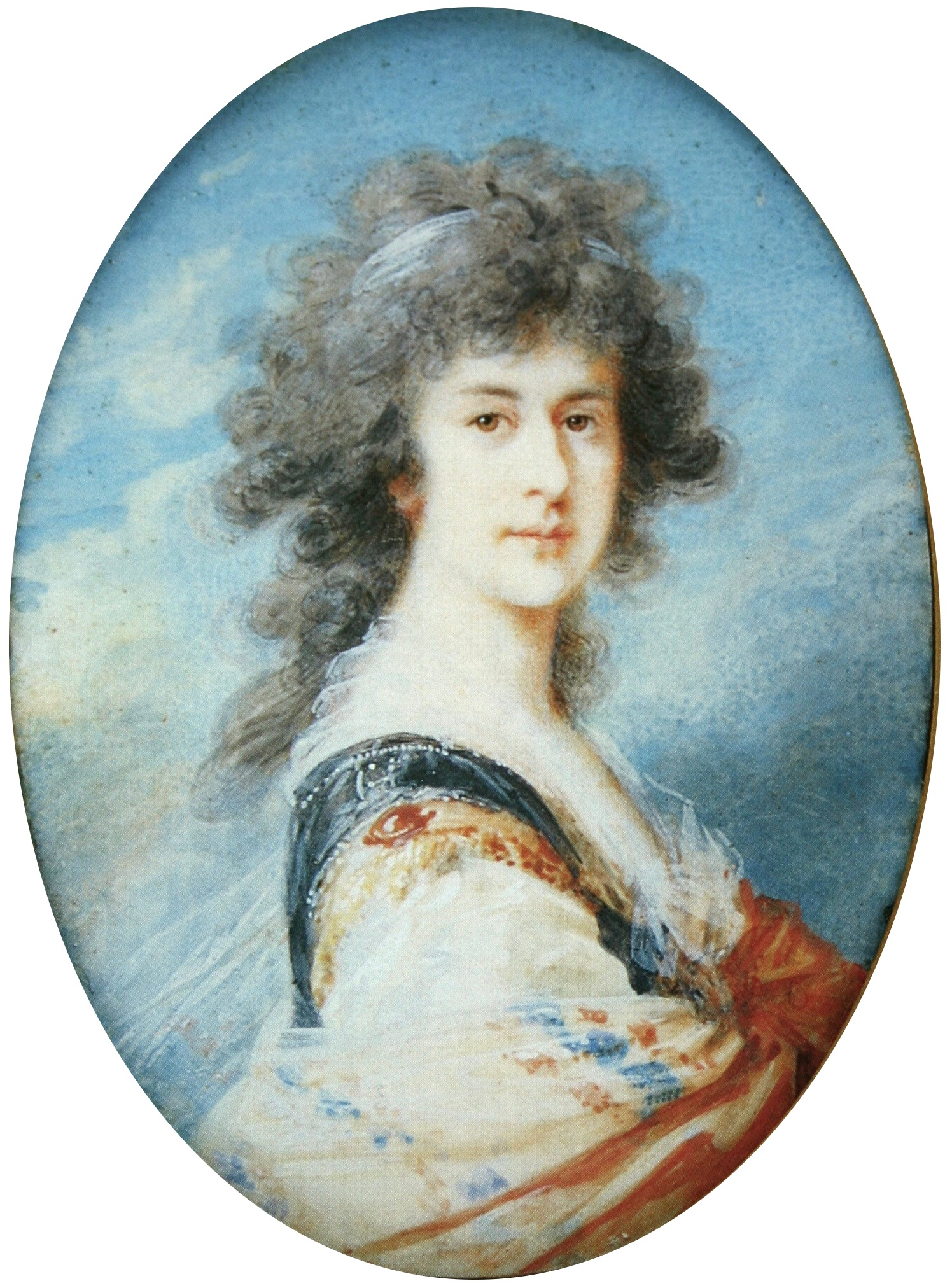
Heinrich Friedrich Füger: Porträt von Panny Casanova

In Deutschland fand die Miniaturmalerei nur in großen Residenzstädten einen geeigneten Nährboden. Ihr künstlerischer Rang erreichte selten die etwa von Raphael Mengs oder Anton Graff in ihren großformatigen Ölgemälden gesetzten Maßstäbe. Nur wenige Künstler wandten sich ausschließlich dem kleinen Format zu, wie Ismael Mengs, der Vater des oben genannten, ungleich bedeutenderen Raphael Mengs. Miniaturmalerei war allerdings eine für Frauen  gesellschaftlich leichter zugängliche Kunstform: Dorothea Stock ist durch ihre Bildnisse von Friedrich Schiller und der Charlotte von Stein bekannt geworden; Franziska Schöpfer war als Hofmalerin im süddeutschen Raum tätig.
Wien ist die einzige Stadt im deutschen Sprachraum, die als ein Zentrum der Miniaturmalerei bezeichnet werden kann. Seit der Mitte des 18. Jahrhunderts zog sie Künstler dieses Fachs an, wie etwa Heinrich Friedrich Füger aus Heilbronn. In seinen späteren Arbeiten entwickelte er einen individuellen Stil („Wassertropfenmanier“) ineinanderlaufender Farben und aufgelöster Konturen. Eine ganze Generation von Schülern und Nachahmern folgte dem einflussreichen, die Wiener Kunstszene bis 1818 beherrschenden Füger.
Im 19. Jahrhundert tritt auch das Bürgertum im Zuge der Pflege innerfamiliärer Beziehungen und des Freundschaftskultes der Romantik noch einmal verstärkt als Auftraggeber für Bildnisminiaturen auf. Mit dem Abklingen des Biedermeier um die Jahrhundertmitte werden auch sie bedeutungslos. An ihre Stelle als Medium der Vergegenwärtigung und des Erinnerns treten in diesen Jahren die Fotografien, speziell die für breite Schichten erschwinglichen Aufnahmen im kleinen Visitformat.

#### Amerikanische Miniaturmalerei

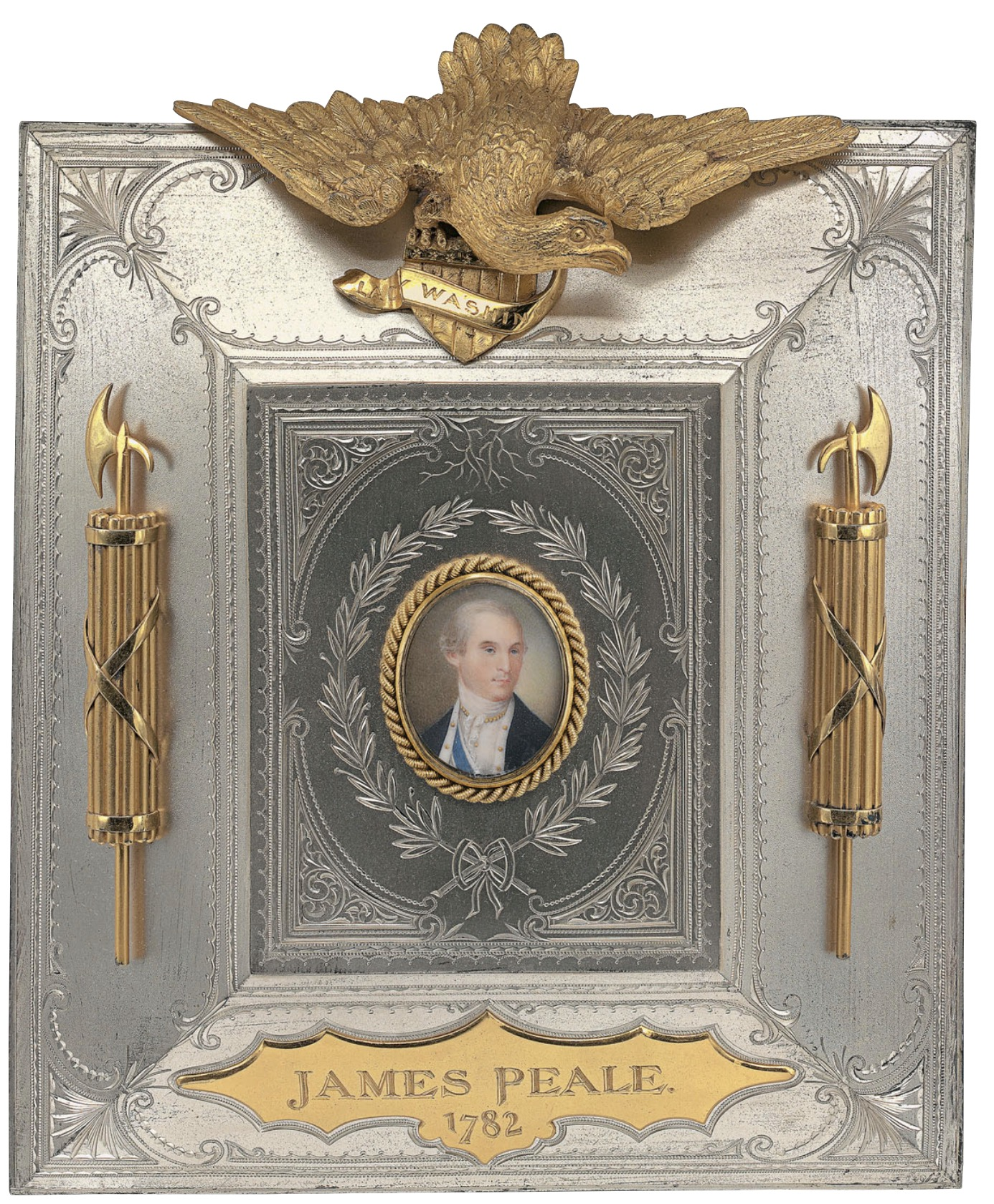

Die amerikanische Miniaturmalerei entwickelte sich ab den 1750er-Jahren und erlebte ihren Höhepunkt zwischen dem späten 18. und der Mitte des 19. Jahrhunderts. Die frühesten bekannten amerikanischen Miniaturen stammen von Mary Roberts († 1761) und Jeremiah Theus (1716–1774) aus Charleston. Zu den bedeutendsten frühen Miniaturisten zählen John Singleton Copley, Charles Willson Peale, Henry Benbridge, John Ramage und Joseph Wood. Diese Künstler eigneten sich das Miniaturhandwerk autodidaktisch oder durch Reisen nach Europa an. Die gängige Technik war Aquarell auf Elfenbein, wobei die Werke oft als Schmuckstücke (Anhänger, Broschen, Armbänder) getragen wurden.

##### Blütezeit (1800–1860)
In der ersten Hälfte des 19. Jahrhunderts war die Miniaturmalerei ein etabliertes Genre. Viele bedeutende Porträtmaler wie Thomas Sully, Henry Inman, Thomas Seir Cummings und John Carlin fertigten im Rahmen ihrer künstlerischen Praxis Miniaturen an. Die Miniaturen dienten meist als Erinnerungsstücke, Liebesgaben oder Statussymbole. Typische Gehäuse waren kunstvoll gefertigte Gold-, Silber- oder Kupferfassungen, die oft mit Haarlocken oder Inschriften versehen waren.

##### Niedergang durch die Fotografie (ab 1840)

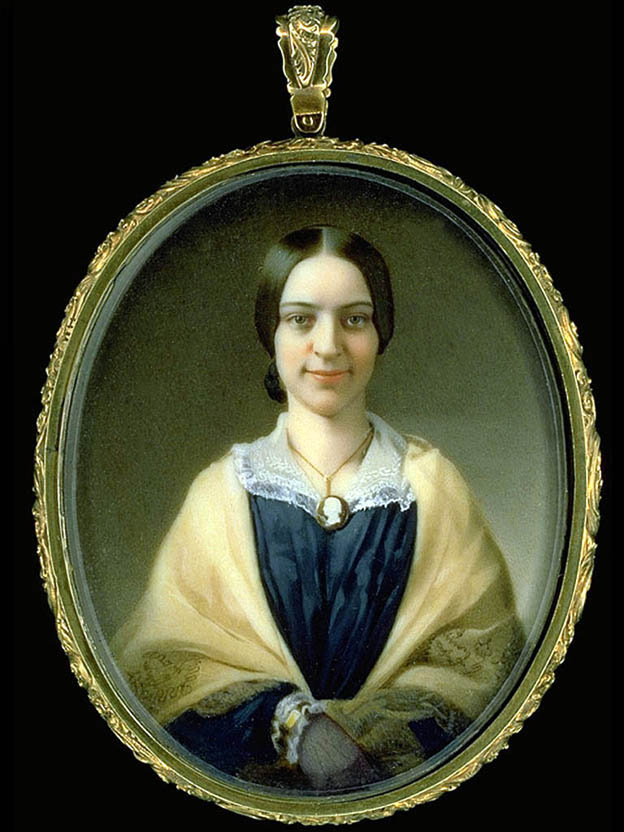
John Henry Brown: Mrs. John Willis Ellis (Mary White), 1846. Smithsonian American Art Museum, Washington D. C.

Die 1839 von Samuel F. B. Morse in Amerika eingeführte Fotografie führte zum allmählichen Rückgang der Miniaturmalerei. Dennoch waren einige Künstler wie John Henry Brown und Edward Samuel Dodge noch bis in die 1860er Jahre aktiv. Es kam zu einer Überschneidung mit fotografischen Medien: Miniaturen wurden in ähnlichen Etuis präsentiert wie Daguerreotypien.

##### Wiederbelebung im späten 19. Jahrhundert
Ab den 1890er-Jahren kam es im Zuge des „Colonial Revival“ zu einer Wiederbelebung der Miniaturmalerei. Künstlerinnen wie Laura Coombs Hills, Lucia Fairchild Fuller, Eulabee Dix und Theodora Thayer führten die Tradition in neuer Form fort. Diese Werke waren meist Ausstellungsstücke und keine tragbaren Objekte mehr.

##### Techniken und Materialien
Miniaturen wurden in der Regel auf Elfenbein gemalt und in aufwendige Fassungen aus Edelmetall eingesetzt. Diese waren häufig mit Haararbeiten, Gravuren oder Glasintarsien verziert. Die Gehäuse wurden von Goldschmieden oder von den Malern selbst hergestellt oder modifiziert. Es gibt zahlreiche Varianten: Dazu zählen Anhänger, Armbänder, Broschen, Ringe, Rahmen und Reiseetuis. Sie spiegeln zeitgenössische Schmuckmoden wider und lassen sich teilweise bestimmten Werkstätten zuordnen. Miniaturen dienten als persönliche Erinnerungsobjekte. Sie wurden zur Erinnerung an Hochzeiten, Geburten, Todesfälle oder Liebesbeziehungen geschaffen. Ihr intimer Charakter wurde oft durch Haarlocken oder Inschriften betont. Im musealen Kontext gelten sie heute als Dokumente materieller Erinnerungskultur.

## Sammlungen
Eine der bekannten größeren deutschen Sammlungen von Miniaturen ist die Sammlung Tansey in Verwaltung des Bomann-Museums in Celle.

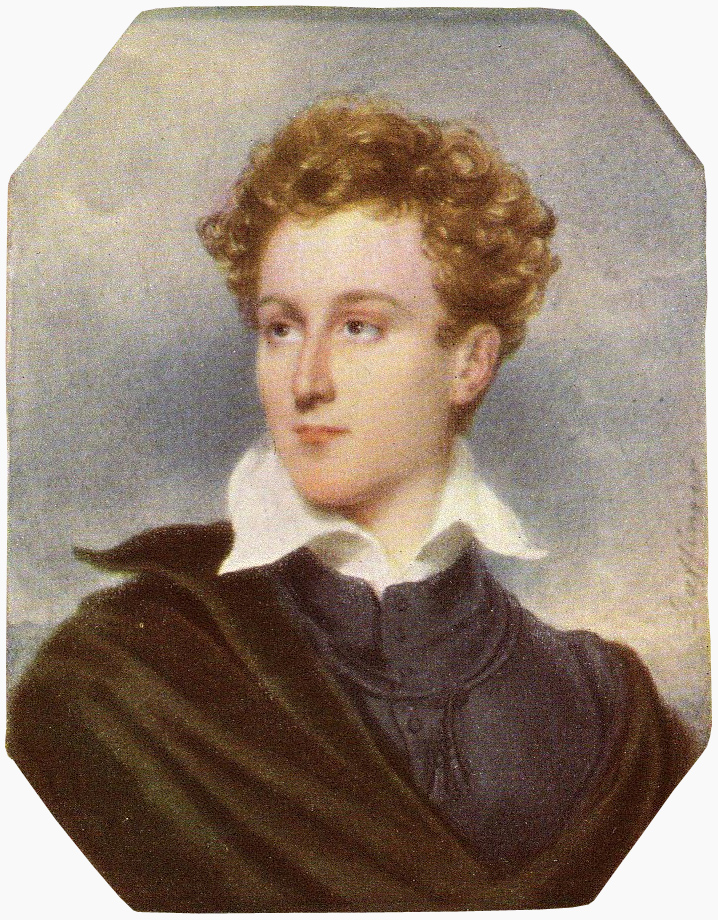
Leutnant Botha; (Miniaturmalerei von Moritz Michael Daffinger, um 1815)

## Miniatur-Meister Europas

### Deutschland
- Johann Christian Fiedler (* 1697; † 1765)
- Balthasar Denner (* 1685; † 1749)
- Ismael Mengs (* 1688; † 1764) und seine Schwestern
- Peter Mayr (* ca. 1758; † 1836), Freiburg, Augsburg
- Johann Heusinger (* 1769; † 1846)
- Bernhard von Guérard (* 1771/76; † 1836)
- Heinrich Anton Dähling (* 1773; † 1850)
- Georg Emanuel Opiz (* 1775; † 1841)
- August Grahl (* 1791; † 1868)
- Johann Michael Holder (* 1796; † 1861), Stuttgart
- Franz Joseph Noortwyck (* 1767; † 1788)
- Sophie Pilgram (* 1808; † 1870)
- Anton Hänisch (* 1817; † 1897)
- Minna Pfüller (* 1824; † 1907)

### England
- Nicholas Hilliard (* um 1547; † 1619)
- Samuel Cooper (* 1609; † 1672)
- Anne Chéron (* 1663; † 1718)
- Christian Friedrich Zincke (* 1684; † 1767) und sein Schüler Jemias Majer
- Richard Cosway (* 1742; † 1821)
- John Smart (* 1741/1742; † 1811)
- George Engleheart (* 1752; † 1829)
- Andrew Plimer (* 1763; † 1837)
- Lorenzo Theweneti (* ca. 1797; † 1878)

### Frankreich
- Jean Baptiste Jacques Augustin (* 1759; † 1832)
- Jean-Urbain Guérin (* 1760; † 1836)
- Peter Adolf Hall (* 1739; † 1793)
- Jean-Baptiste Isabey (* 1767; † 1855)
- Ferdinando Quaglia (* 1780; † 1853)

### Italien
- Domenico Bossi (* 1767; † 1853)
- Giovanni Antonio de’ Beltrami (um 1630–1680)

### Österreich
- Heinrich Friedrich Füger (* 1751; † 1818)
- Josef Kreutzinger (* 1757; † 1829)
- Carl Hummel (* um 1769; † 1840)
- Bernhard von Guérard (* 1771 oder 1776; † 1836)
- Karl Agricola (* 1779; † 1852)
- Adalbert Suchy (* 1783; † 1849)
- Moritz Michael Daffinger (* 1790; † 1849)
- Alois von Anreiter (* 1803; † 1882)
- Adolf Theer (* 1811; † 1868)
- Albert Theer (* 1815; † 1902)
- Robert Theer (* 1808; † 1863)
- Johann Richard Schwager (* 1822; † 1880)
- Josef Tschiedel (* 27. November 1870 Neustadt a.d. Tafelfichte (Nove Mesto); † 23. Oktober 1954 Wien)
- Rudolf Sternad (* 1880; † 1945)
- August Tschiedel (* 19. Februar 1901 Wien; † 9. Juni 1982 Wien)
- Josef Tschiedel jun. (* 2. Juni 1902 Wien; † 11. Juli 1981 Wien) fertigte 1970/71 in dieser Technik wahrscheinlich weltweit die letzten zwei Miniaturportraits aus Elfenbein an.

### Russland
- Woldemar Hau (* 1816; † 1895)

### Polen
- Waleria Tarnowska (* 1782; † 1849)

### Schweden
- J.-F. Léauté (aktiv 1790 bis 1830)

### Schweiz
- Elisabeth Terroux (* 1759; † 1822)
- Salomon-Guillaume Counis (* 1785; † 1859)
- Louis-Ernest Reguin (* 1872; † 1948)

## Miniatur-Meister Afrikas

### Algerien
- Mohammed Racim (1896–1975)

### Äthiopien
Im alten Äthiopien war die einen unverkennbar eigenen Stil bietende Malerei im Gegensatz zur Plastik von großer Bedeutung. Die religiöse Malerei war dabei auch in der Miniaturmalerei und Buchschreibekunst bis Mitte des 19. Jahrhunderts vorherrschend. Die frühen (anonymen) Meister der äthiopischen Miniaturmalerei waren deshalb vor allem schreibkundige Mönche in Klöstern und am Kaiserhof.

## Miniatur-Meister Asiens

### Persien
- Behzād (geb. zwischen 1460 und 1466; gest. 1535/1536)

### Mogulreich
- Nānhā (um 1600)
- Mansur (um 1600)
- Bichitr
- Basawan

### Osmanisches Reich
- Nakkaş Osman (16. Jahrhundert) illustrierte unter anderem eine türkische Ausgabe des Schāhnāme (1581) und das Surname-i Hümayun (1582)

## Miniatur-Meister Amerikas
Vereinigte Staaten
- Thomas Seir Cummings (1804–1894)
- Virginia Richmond Reynolds (1866–1903)

- Charles Willson Peale (1741–1827)

- James Peale (1749–1831)
- Edward Greene Malbone (1777–1807)
- John Ramage (ca. 1748–1802)
- Sarah Goodridge (1788–1853)
- Anna Claypoole Peale (1791–1878)
- Benjamin Trott (ca. 1770–1843)
- Moses B. Russell (1809–1884)
- Clarissa Peters Russell (ca. 1809–1854)
- Joseph Wood (ca. 1778–1830)
- Nathaniel Rogers (1787–1844)
- Anson Dickinson (1779–1852)
- Alvan Clark (1804–1887)
- Henry Inman (1801–1846)
- Frederick R. Spencer (1806–1875)
- George Harvey (1800–1878)
- John Henry Brown (1818–1891)
- John Wesley Jarvis (1780–1840)
- Raphaelle Peale (1774–1825)
- William Verstille (ca. 1757–1803)
- Mary Way (1769–1833)
- Elkanah Tisdale (1768–1835)
- George Catlin (1796–1872)
- Daniel Dickinson (ca. 1800–1860)
- Emily Drayton Taylor (1851–1939)